# Kaunchi-Kultur
Die Kaunchi-Kultur (200 v. Chr.–800 n. Chr.) ist eine archäologische Kultur, die sich über das Gebiet entlang des Flusses Syrdarja und seiner Nebenflüsse (Angren, Chirchiq, Keles) ausbreitete.
Die archäologische Kultur wird nach dem Ort der antiken Stadt Kaunchi-Tepe benannt. 1934–37 war G. V. Grigoriev einer der ersten russischen Archäologen, die Kaunchi-Tepe untersuchten.
Typisch für die Kaunchi-Kultur sind Siedlungen, die sich, umgeben von Kurganen (Bestattungskatakomben) mit langen Dromoi, Krypten und Grabkammern mit Knochen, Pferdegeschirr und typischen nomadischen Ritualbeilagen, in Wassernähe befanden. Es wurde überwiegend Rinderhaltung und unbewässerte Landwirtschaft betrieben (Hirse, Gerste, Weizen, Reis, Baumwolle und Früchte). Ab 300–400 n. Chr. sind auch Waffen als Bestattungsbeilagen nachweisbar.
Im Zentrum der Siedlungen befinden sich meist monumentale Bauten in ovaler Form, zeitweise auch mit einer Wehrmauer. Sie werden der politischen Domäne der Kangar zugeschrieben.